# Wilhelm Kunstmann
Wilhelm Kunstmann (* 17. Dezember 1844 in Stettin; † 25. März 1934 in Stettin) war ein deutscher Reeder. Die von ihm gegründete Firma W. Kunstmann war zeitweise die größte Reederei in Preußen.

## Leben
Kunstmann wurde 1844 in Stettin geboren. Er hatte eine nur geringe formale Schulbildung und lernte stattdessen in Kontoren zunächst in Stettin, dann in mehrjährigen Auslandsaufenthalten in Großbritannien, Belgien und Skandinavien. 1870, im Alter von 25 Jahren, gründete er in Swinemünde die Firma W. Kunstmann. Mit dieser Firma betätigte er sich zunächst als Schiffsmakler, kaufte aber bereits 1870 zwei Segelschiffe – die Brigg Adler und den Schoner Minna – und begann so das Geschäft der Reederei.
Im Deutsch-Französischen Krieg 1870/1871 diente Kunstmann als Soldat. Nach 1871 entwickelten sich die Geschäfte günstig. Kunstmann stieg mit Dampfschiffen in den Massentransport von Kohle und Erz ein. 1896 wurde Kunstmann Honorarkonsul Spaniens; später wurde er mit dem Kommandeurkreuz des spanischen Isabella-Ordens ausgezeichnet. 1899 verlegte er den Hauptsitz seiner Firma nach Stettin, während in Swinemünde eine Filiale verblieb. Seinen ältesten Sohn Arthur Kunstmann nahm er 1900 als Teilhaber in sein Geschäft auf. Im Jahre 1911 besaß die Firma W. Kunstmann 24 Schiffe. Sie war die größte Reederei Preußens.
Nach dem Ersten Weltkrieg wurde die Firma durch die Bestimmungen des Versailler Vertrages zunächst schwer getroffen, da sie fast alle Schiffe abgeben musste. Als Entschädigung konnten 1921 auf Kosten des Staates zwei Dampfschiffe gebaut werden, die Wilhelm Kunstmann und die Lina Kunstmann. Im Jahre 1930 verfügte die Reederei über 50.000 Tonnen Schiffsraum.
Mit der nationalsozialistischen Machtergreifung 1933 begann die Ausgrenzung Kunstmanns wegen seiner jüdischen Herkunft und Konfession. Er starb am 25. März 1934 in Stettin, wo er auf dem jüdischen Friedhof an der Bethanienstraße bestattet wurde. Seine Grabrede hatte er selber verfasst, sie wurde von einem Rabbiner verlesen. Der Stettiner General-Anzeiger schrieb in einer kurzen Nachricht, Wilhelm Kunstmann habe „sich nicht nur als Leiter seiner Reederei einen Namen gemacht, sondern galt auch in den Kreisen von Handel und Schiffahrt allgemein als eine der führenden Persönlichkeiten“.
In der Leitung der Reederei folgte sein ältester Sohn Arthur Kunstmann. Dieser musste Anfang 1936 die Reederei an die Emdener Reederei Johs. Fritzen & Sohn verkaufen und emigrierte nach London. Der Betrieb wurde nach dem Verkauf bis 1938 zunächst unter der Firma Johs. Fritzen & Sohn, vormals W. Kunstmann geführt.